# Целестусы
Целестусы (лат. Celestus) — род ящериц семейства Diploglossidae, включающий 11 видов, обитающих на Антильских островах.

## Таксономия
Род был установлен американским герпетологом Дж. Э. Греем в 1839 году для описанного им в той же работе вида Celestus striatus. Вместе с тем, при описании этого вида Грей охарактеризовал его одним словом — англ. Silvery, «серебристый», в связи с чем авторы Reptile Database считают, что данное им название может являться недействительным как nomen nudum. В течение XX века одни авторы признавали этот род, а другие вслед за бельгийско-британским герпетологом Ж. А. Буланже считали его синонимом рода Diploglossus. В 2021 году по результатам филогенетического анализа семейства Diploglossidae Скулс и Хеджес ограничили объём рода лишь видами, населяющими Карибские острова, и выделили некоторые виды в отдельные роды.
По данным Reptile Database род включает 11 видов:
- Celestus barbouri Grant, 1940 — диплоглосс Барбура
- Celestus crusculus (Garman, 1887)
- Celestus duquesneyi Grant, 1940
- Celestus fowleri (Schwartz, 1971) — диплоглосс Фоулера
- Celestus hewardi Gray, 1845 — диплоглосс Хеварда
- Celestus macrolepis Gray, 1845 — пятнистый диплоглосс
- Celestus macrotus Thomas & Hedges, 1989
- Celestus microblepharis (Underwood, 1959) — малоглазый диплоглосс
- Celestus molesworthi Grant, 1940
- Celestus occiduus (Shaw, 1802) — ямайский диплоглосс
- Celestus striatus Gray, 1839typus